# JME (raper)
JME, właściwie Jamie Adenuga (ur. 4 maja 1985) – brytyjski raper, MC, wykonawca muzyki Grime oraz producent muzyczny. Jest współzałożycielem Boy Better Know oraz szefem spółki Boy Better Know Ltd. Jest młodszym bratem Skepty.
JME znany jest ze swojego poczucia humoru i zabawnych tekstów oraz z tego, że odrzuca stereotypowy obraz MC/rapera – jest wykształcony, w tekstach nie nawiązuje do przemocy, narkotyków czy seksu, nie opowiada o swoim ciężkim życiu oraz nie używa wielu wulgaryzmów.
Przed założeniem BBK JME był członkiem grup Meridian Crew oraz Roll Deep.

## Życiorys
JME urodził się 4 maja 1985 roku w rodzinie z nigeryjskimi korzeniami. Dorastał w Tottenhamie w północnym Londynie. Uczęszczał do szkoły imienia Świętego Pawła, a następnie do szkoły Winchmore w Winchmore Hill w Enfield wraz ze swoim bratem Skeptą. JME ukończył z wyróżnieniem Uniwersytet w Greenwich (kierunek: 3D Digital Design).
Od 2010 roku serwisie YouTube JME umieszcza filmy, na których jest zatrzymywany przez policję, która jako jedyny powód zatrzymania najczęściej podaje "jazdę bardzo ładnym samochodem w nieładnej okolicy". Celem nagrań jest ukazanie dyskryminacji i uprzedzeń londyńskiej policji, ponieważ jak JME sam powiedział, takie nieuzasadnione sytuacje zdarzają mu się 2-3 razy w miesiącu.
JME jest zadeklarowanym weganinem, nie pali papierosów, ani popularnej w środowisku marihuany, oraz nie pije alkoholu.

## Kariera
Jego debiutanckim albumem jest "Famous?". JME wydał singiel "Over Me" we wrześniu 2009 roku. Potem wydał single "Sidetracked" i "CD is Dead". Te trzy single są przedstawione na albumie, "Blam!", który został wydany w dniu 4 października 2010 roku.
Od czasu ostatniego albumu JME wydaje utwory, które dostępne są do zakupu jako single lub jako EP. Zapowiedział, że nie pracuje nad konkretną płytą, ponieważ woli "wydawać single, aż album sam się uformuje".
4 maja 2015 JME wydał album zatytułowany "Integrity>", zawierający zarówno nowe utwory, jak i utwory wydane wcześniej w formie singli lub EP.

## Dyskografia

### Albumy
| Tytuł      | Szczegóły albumu                                                                        | Pozycje | Sprzedaż      |
| Tytuł      | Szczegóły albumu                                                                        | UK      | Sprzedaż      |
| ---------- | --------------------------------------------------------------------------------------- | ------- | ------------- |
| Famous?    | - Data wydania: 14.07.2008 - Wytwórnia: Boy Better Know - Formaty: CD, digital download | —       | - UK: 10 000+ |
| Blam!      | - Data wydania: 04.10.2010 - Wytwórnia: Boy Better Know - Formaty: CD, digital download | 66      | - UK: 20 000+ |
| Integrity> | - Data wydania: 04.05.2015 - Wytwórnia: Boy Better Know - Formaty: CD, digital download | 12      | —             |

### Kompilacje
| Tytuł    | Szczegóły albumu                                                                      | Pozycje |
| Tytuł    | Szczegóły albumu                                                                      | UK      |
| -------- | ------------------------------------------------------------------------------------- | ------- |
| History: | - Wydany: 13 lutego 2011 - Wytwórnia: Boy Better Know - Formaty: CD, digital download | 162     |

### Single
| Tytuł                             | Rok  | Pozycje | Album             |
| Tytuł                             | Rok  | UK      | Album             |
| --------------------------------- | ---- | ------- | ----------------- |
| "Over Me"                         | 2009 | —       | Blam!             |
| "Sidetracked" (featuring Wiley)   | 2010 | 123     | Blam!             |
| "CD is Dead" (featuring Tempa T)  | 2010 | —       | Blam!             |
| "JME"                             | 2011 | —       | Blam!             |
| "96 F**Kries"                     | 2012 | 41      | Utwory bez albumu |
| "Murking"                         | 2012 | 90      | Utwory bez albumu |
| "Banger" (featuring Wiley)        | 2013 | —       | Utwory bez albumu |
| "If You Don't Know"               | 2013 | —       | Utwory bez albumu |
| "Work"                            | 2013 | 133     | Utwory bez albumu |
| "Integrity"                       | 2013 | 82      | Utwory bez albumu |
| "T.R.O.N"                         | 2013 | —       | Utwory bez albumu |
| "Taking Over? (It Ain't Working)" | 2014 |         | Utwory bez albumu |

### Inne utwory
| Tytuł                                                                               | Rok  | Pozycje | Pozycje | Album          |
| Tytuł                                                                               | Rok  | UK      | UK R&B  | Album          |
| ----------------------------------------------------------------------------------- | ---- | ------- | ------- | -------------- |
| "Pow 2011" (Lethal Bizzle feat. JME, Wiley, Chipmunk, Face, P Money, Ghetts & Kano) | 2011 | 33      | 10      | Best of Bizzle |
| "Can You Hear Me? (Ayayaya)" (Wiley feat. Skepta, JME & Ms D)                       | 2012 | 3       | —       | The Ascent     |
| "That's Not Me" (Skepta ft. JME)                                                    | 2014 | 21      | —       | Konnichiwa     |
| "Rari WorkOut" (Lethal Bizzle ft. Tempa T & JME)                                    | 2014 | 11      | —       | —              |

### Mixtape
- 2006: Boy Better Know – Edition 1: Shh Hut Yuh Muh
- 2006: Boy Better Know – Edition 2: Poomplex
- 2006: Boy Better Know – Edition 3: Derkhead
- 2006: Boy Better Know – Edition 4: Tropical (Instrumentalny mixtape)
- 2011: Boy Better Know – Tropical 2 (Instrumentalny mixtape)